# 假名 (佛教)
假名，音譯為波羅攝提，或攝提，又意譯為假、假立、假安立、假施設、虛假、假名字、施設、施設假名、立名、言說，佛教術語，在般若經傳統中廣泛被使用。

## 概論
梵語：，字面原義為教說、說明、報導、訓示、約定、同意、預約、指派、協定等意思。它的字根來自jña，意為認識、認知。詞頭pra，意為在……之前。從字根上來說，梵語：就是指進行認識與認知之前所需要的工具與過程。
最早在先上座部的《施設論》和赤銅鍱部的《人施設論》中使用，大眾部中的說假部，又名分別說部、施設部，就是以假名說為立宗來源。在部派佛教時期，有相待假、相續假與因成假三種。
佛教將世間法分為名、色二者，色是世間的物質，世間有情經五陰來識別色法，以世間語言為物質對象命名，就稱為梵語：，也就是施設之意。人類意識以名法為思考對象（對境），但名法本身是虛假不實，所以稱為假法、假有。為了強調施設本身是虛假不實，所以漢地譯經，為它冠上假字，稱為假名、假施設。
大乘佛教中，般若經提出名假、受假、法假三者。在各個譯本中，漢地譯師分別將其譯為「名假、受假、教授假」、「名假、受假、方便假」、「字法、合法、權法」等。